# Nicolás Bobadilla
Nicolás Bobadilla (Palencia, 1511 – Loreto, 23 settembre 1590) è stato un gesuita spagnolo.

## Biografia
Diplomatosi in filosofia ad Alcalá de Henares, si trasferì a Toledo, dove approfondì le sue conoscenze teologiche e fu docente di logica.
Nel 1533 si trasferì a Parigi per completare la sua formazione: agli inizi del 1534, insieme a Simão Rodrigues, conobbe Ignazio di Loyola e si unì alla sua comunità.
Insieme a Ignazio e ai suoi primi compagni il 15 agosto 1534, nella chiesa di San Pietro a Montmartre, emise il voto di recarsi in Terra santa e mettersi a disposizione del papa, dando inizio a quella che sarebbe diventata la Compagnia di Gesù.
Per incarico di papa Paolo III, partecipò alle diete di Norimberga, Spira e Ratisbona. Essendosi pronunciato contro l'Interim di Augusta, Carlo V lo costrinse ad abbandonare la Germania.
Alla morte di Ignazio, provocò lo scontro tra il suo ordine e papa Paolo IV, che mise in seria crisi la Compagnia.
È sepolto a Recanati, nella chiesa di San Vito.